# David Hockney
David Hockney (Bradford, 9 juli 1937) is een Engels kunstenaar en een van de bekendste vertegenwoordigers van de popart. Zijn schilderij Portret van een kunstenaar (zwembad met twee figuren) uit 1972 werd in 2018 op een veiling verkocht voor 90 miljoen dollar (79 miljoen euro), op dat moment een recordbedrag voor een werk van een levende kunstenaar. 

## Ontwikkeling
David Hockney studeerde van 1953 tot 1957 aan de Bradford School of Art, waar hij begon als een schilder die doeken maakte met een anekdotisch karakter. In 1964 vestigde hij zich in Californië waar hij een meer realistische schilderswijze ontwikkelde. Hij gebruikte vanaf dat moment niet langer olieverf, maar werkte alleen nog in acrylverf. Veelvoorkomende thema's in zijn werk zijn zwembaden, portretten en landschappen. Een van zijn bekendste werken is het doek A Bigger Splash (1967) (in de collectie van Tate Britain, Londen), waarop een zwembad te zien is. Maar ook schilderde hij vaak zijn twee teckels Boogie en Stanley, uitingen van homoseksuele liefde en stillevens.
Enkele jaren later begon hij foto's in zijn schilderijen te verwerken, een begin van talrijke collages bestaande uit foto's die op een kubistische manier bij elkaar zijn gebracht. Het streven van deze collages was het aantonen dat enkelvoudige afbeeldingen beperkt zijn: in een standaard foto is het nooit mogelijk om te vangen wat iemand ziet als hij naar een ruimtelijk voorwerp kijkt. Om dit toch enigszins te herstellen probeert Hockney met deze joiners (zo genoemd vanwege het samenvoegen van verschillende foto's) toch de meer drie-dimensionale werkelijkheid te vangen op een natuurgetrouwe manier. 
In de jaren 90, na de dood van zijn moeder, keerde Hockney met zijn partner terug naar Yorkshire, Engeland, waarna hij begon met het schilderen van het karakteristieke landschap daar. In 2012-2013 was een retrospectief van deze werken te zien in de Royal Academy in Londen, het Guggenheim in Bilbao en het Museum Ludwig in Keulen.
Onder het motto: "Do remember they can’t cancel the spring" begon hij, tijdens de eerste lockdown van de coronapandemie, iPad-schilderijen te maken van de ontluikende lente in Normandië. Van oktober 2021 tot januari 2022 stelde hij deze tentoon in de BOZAR te Brussel tijdens de grote dubbeltenstoonstelling: Werken uit de Tate Collectie, 1954-2017 en De komst van de lente, Normandië, 2020.
Van Hockney is bekend dat hij synesthesie heeft, een eigenschap waarbij men muziek of woorden als kleuren kan zien of proeven.
In 2012 kende koningin Elizabeth II de Order of Merit aan Hockney toe.

## Invloed
Hockneys werk heeft grote invloed gehad op het figuratieve realisme van de jaren zestig.

## Exposities

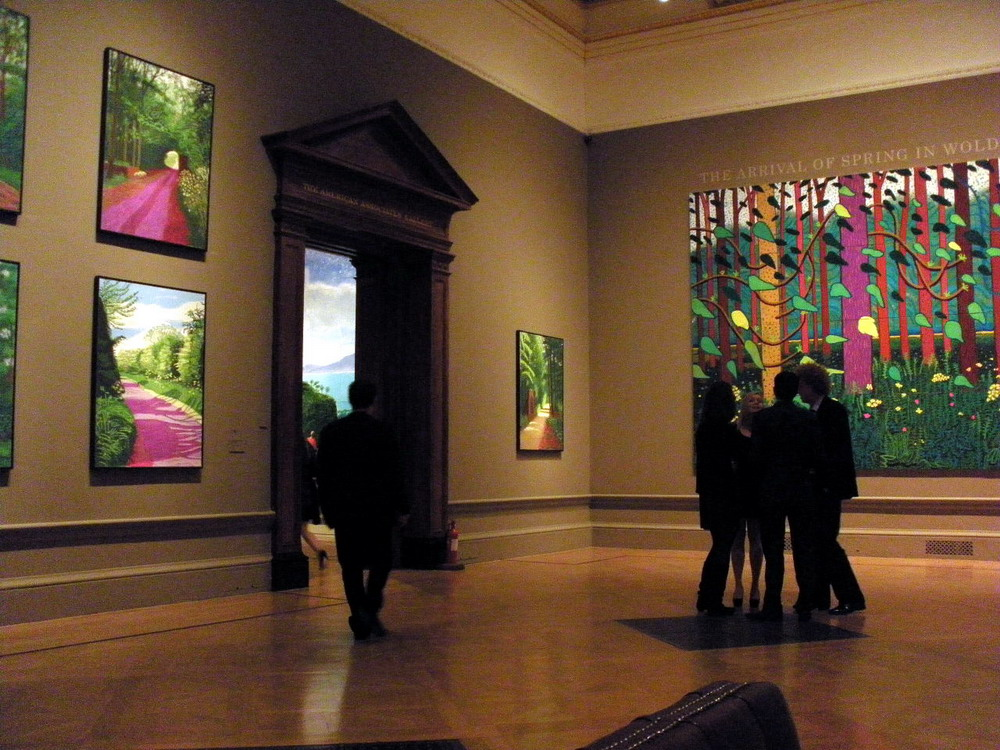
A Bigger Picture, Royal Academy (2012)

Het Museum Boijmans Van Beuningen organiseerde in 1995-96 een tentoonstelling van werk van David Hockney.
In 2012-13 organiseerde de Royal Academy of Arts in Londen een grote overzichtsexpositie, A Bigger Picture. Op deze tentoonstelling presenteerde Hockney zich als Engels landschapsschilder "nieuwe stijl". Dezelfde tentoonstelling was daarna ook te zien in het Guggenheim Museum in Bilbao en het Museum Ludwig in Keulen.
In 2017 was er ter gelegenheid van Hockneys tachtigste verjaardag een groot retrospectief in het Centre Georges Pompidou in Parijs met meer dan 160 werken.
In 2019 was er een expositie, Hockney - Van Gogh, Twee kunstenaars, een liefde, in het Van Gogh Museum in Amsterdam waarbij parallellen in het werk van beide kunstenaars werden uitgelicht.

## Musea en schilderijen
Veel werk van David Hockney is in het bezit van particulieren. Werk van Hockney in Europa is onder andere te zien in:
- Museum Boijmans Van Beuningen, Rotterdam (Two Deckchairs, Calvi uit 1972)
- Tate Britain, Londen (onder andere The First Marriage (A Marriage of Styles I) uit 1962 en A Bigger Splash uit 1967)
- Museum Ludwig, Keulen (onder andere Sunbather uit 1966)